# Saint-Capraise-de-Lalinde
Saint-Capraise-de-Lalinde település Franciaországban, Dordogne megyében. Lakosainak száma 526 fő (2022. január 1.). Saint-Capraise-de-Lalinde Cause-de-Clérans, Baneuil, Varennes, Saint-Agne és Mouleydier községekkel határos.

## Népesség
A település népessége az elmúlt években az alábbi módon változott:
| Lakosok száma | 485  | 555  | 584  | 563  | 525  | 527  | 531  | 526  | 526  | 526  |
|               | 1968 | 1982 | 1990 | 2006 | 2013 | 2015 | 2017 | 2019 | 2020 | 2022 |